# Gustav Christian von Prittwitz und Gaffron
Gustav Christian von Prittwitz und Gaffron (* 18. Februar 1691; † 1767) war ein preußischer Land- und Geheimrat.

## Leben

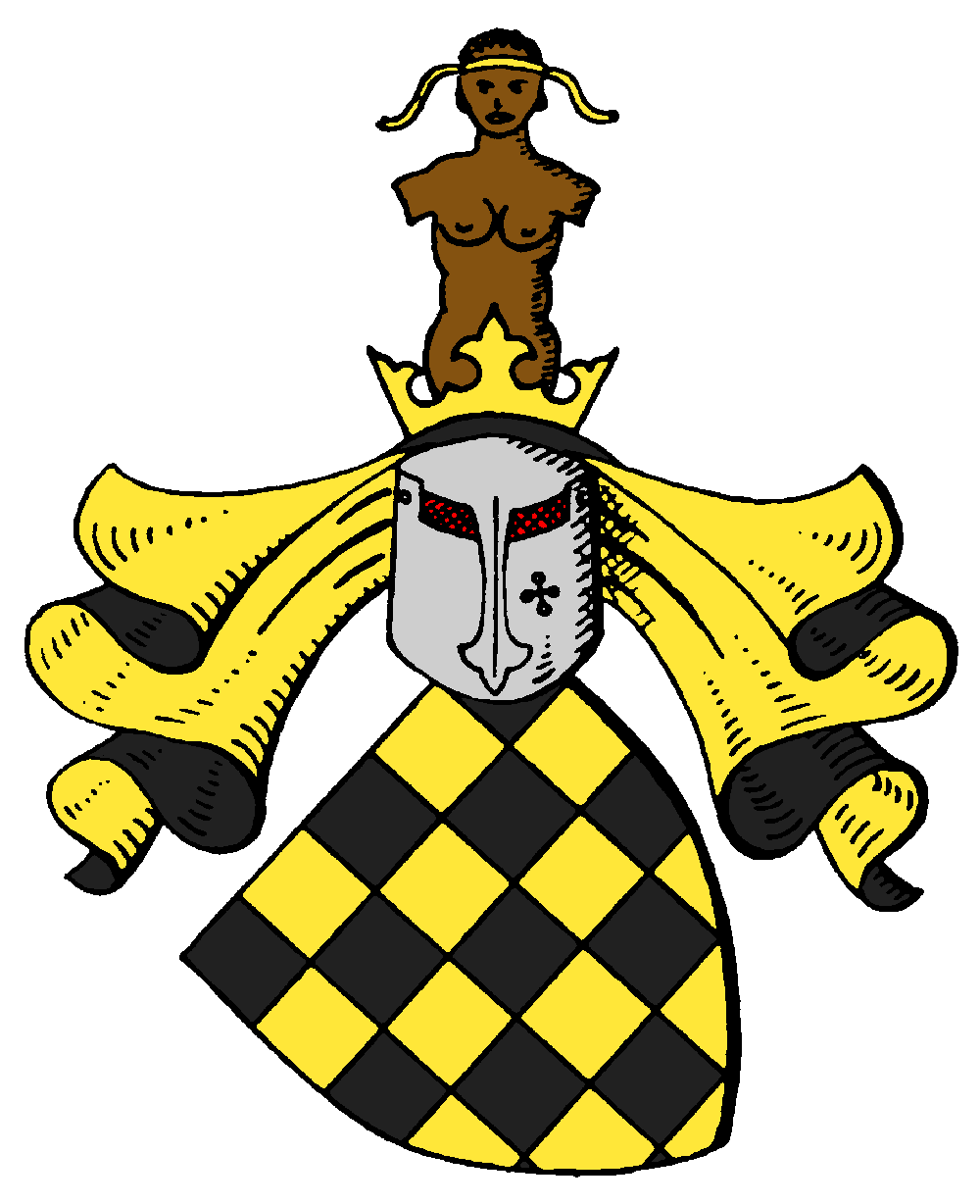
Stammwappen derer von Prittwitz

Gustav Christian von Prittwitz und Gaffron war Angehöriger des schlesischen Adelsgeschlechts Prittwitz und Gaffron. Er war ein Sohn von Balthasar Moritz von Prittwitz und Gaffron (1649–1699), herzoglich-Oelsichen Landesältesten und Erbherr auf Groß Graben und Ossen im Kreis Oels. Seine Mutter war Helena Susanna (1664–1708), geb. von Rösler aus dem Hause Sophienthal. Seine Karriere begann er zunächst in sardinischen, später in kursächsischen Diensten, wo er bis zum Rang eines Majors aufstieg. Nachdem er nach Schlesien zurückgekehrt war, übernahm er als Erbherr die Güter Lawaldau und Drentkau im Landkreis Grünberg. Ab 1745 fungierte er dort als Kreisdeputierter. Am 3. Januar 1752 wurde er mittels Ordre zum Nachfolger von Christoph Erdmann von Nassau als Landrat des Kreises Grünberg ernannt. Das Amt übte er bis 1755 aus. Sein Nachfolger wurde 1757 Maximilian Adolph von Stentzsch. Von 1763 bis 1766 amtierte er, ausgezeichnet mit dem Titel eines Geheimrats, als Direktor der Ritterakademie in Liegnitz.

## Familie
Gustav Christian von Prittwitz und Gaffron vermählte sich in erster Ehe mit der Witwe Helene von Czettritz (1702–1752), geb. Freiin von Dyhrn. In zweiter Ehe vermählte er sich mit einer Gräfin von Rothenburg. Aus dieser Ehe gingen zwei Töchter und zwei Söhne hervor.
- Melchior Gustav (1737–1790), Lieutenant und Capitain im Dragonerregiment Nr. 4 von „Czettritz“
- Friedrich Ernst (* 1739), Lieutenant im Dragonerregiment „Jung-Platen“
- Helene, in der Kindheit verstorben
- Anna Juliane Helene (1745–1820), vermählte Oberst von Görlitz